# Церник
Церник (хорв. Cernik) — населений пункт і громада в Бродсько-Посавській жупанії Хорватії.

## Населення
Населення громади за даними перепису 2011 року становило 3640 осіб. Населення самого поселення становило 1607 осіб.
Динаміка чисельності населення громади:
Динаміка чисельності населення центру громади:

## Населені пункти
Крім поселення Церник, до громади також входять: 
- Бачин Дол
- Банишеваць
- Гилетинці
- Голобрдаць
- Опатоваць
- Опршинаць
- Подврсько
- Синліє
- Шаговина Церницька
- Шуметлиця

## Клімат
Середня річна температура становить 11,33 °C, середня максимальна – 25,64 °C, а середня мінімальна – -4,88 °C. Середня річна кількість опадів – 908 мм.
| Клімат поселення                              | Клімат поселення | Клімат поселення | Клімат поселення | Клімат поселення | Клімат поселення | Клімат поселення | Клімат поселення | Клімат поселення | Клімат поселення | Клімат поселення | Клімат поселення | Клімат поселення | Клімат поселення |
| Показник                                      | Січ.             | Лют.             | Бер.             | Квіт.            | Трав.            | Черв.            | Лип.             | Серп.            | Вер.             | Жовт.            | Лист.            | Груд.            |                  |
| Середній максимум, °C                         | 7,11             | 8,46             | 12,65            | 17,27            | 22,48            | 25,64            | 24,90            | 24,04            | 20,08            | 15,04            | 9,78             | 5,39             |                  |
| Середня температура, °C                       | 1,12             | 2,47             | 6,67             | 11,28            | 16,50            | 19,66            | 21,40            | 20,55            | 16,58            | 11,54            | 6,29             | 1,89             |                  |
| Середній мінімум, °C                          | −4,88            | −3,52            | 0,66             | 5,28             | 10,50            | 13,65            | 17,92            | 17,06            | 13,09            | 8,05             | 2,80             | −1,6             |                  |
| Норма опадів, мм                              | 57               | 52               | 61               | 77               | 84               | 103              | 84               | 84               | 72               | 79               | 85               | 70               |                  |
| Середньомісячна швидкість вітру, м/с          | 1.73             | 1.97             | 2.29             | 2.23             | 2.03             | 1.87             | 1.81             | 1.67             | 1.66             | 1.69             | 1.75             | 1.78             |                  |
| Середньомісячна сонячна радіація, кДж/м²·день | 4330             | 7159             | 10988            | 15264            | 19363            | 21413            | 22392            | 20045            | 14908            | 9265             | 4926             | 3614             |                  |
| --------------------------------------------- | ---------------- | ---------------- | ---------------- | ---------------- | ---------------- | ---------------- | ---------------- | ---------------- | ---------------- | ---------------- | ---------------- | ---------------- | ---------------- |
| Джерело:                                      |                  |                  |                  |                  |                  |                  |                  |                  |                  |                  |                  |                  |                  |